# Dong-ér-Kecskeméti-belvízrendszer
A Dong-ér-Kecskeméti-belvízrendszer az Alsó-Tisza Vízügyi Igazgatóság (ATIVIZIG) területére eső (e teljes száma: 18 darab). Homok-hátsági szabályozás. Az ár és belvíz a törvényben együtt kiemelten kezeli az öntözés fogalmaival szemközt. Mint olyan havária-függő teljes rendszer tájegység, szakaszok lokalizációs modellje, sémája. Artériához hasonlítják: fő-ér, ér, hajszál-ereivel asszociálva. Külön számon tartott rendszereződés. Szem előtt tartandó az EU-s VKI revitalizációs frekventált tervekben. Üzem mérnökségek helyett vonzáskörzetekre épülnek, osztályozódnak. Elméletében: elöntés-érzékenységi elvezetés (konstans) összefüggésre épül. Összes számuk vízügyi igazgatóságokon átívelően 83 darab szivattyú feltalálása, lehetősége gőzgépes, dízel, elektromos külön kívánalmat támasztott, lendületet ébresztett. Megelőzhetővé vált vele a mocsári-láz és mezőgazdasági katasztrófák.
Évszázadnyi csatorna tervekben nyilvánul meg ellátván bel-külterületi fenntartandó belvizes funkciókat.

## Limnology, Melioráció, Drénezés jövője
Anomáliák (ellentmondások, dogmák, viták, huzakodások) övezik még egybevetvén szinte rokon, egyidejű szisztémákkal, mechanizmusokkal.
- Egyidejűség:

1. Ivóvíz-lelő bázis
2. Öntöző-rendszer: az árvizet összevonván átcsoportosíthatják vele.
3. Belvíz-védelem: Első kettő hónapban találjuk vele szembe magunk "legényesen", mint jelenség
4. Szennyvíz-kibocsátás: Offshore kölcsönös-hatás

- Ellenhatások:

1. Árvíz-védelem: Árvíz szabályzó töltés-építés akadályoztatják, annak szabadon törekvő lefolyását.
2. Talajvíz-védelem: A talajvízszint drasztikus csökkenéssel párhuzamban nem nehéz mérlegelni létjogosultságát. Drénezés bejutó veszély forrásként kezelik.
3. Szik-kutatás filozófiája: Elvonatkoztatott, természetvédelem, doktrínák akció-tervek (nyaldossák).

## Belvíz definíciója
Szakszótár: "Akkor keletkezik, ha a talajra kerülő nedvesség se be nem szivárog, se le nem folyik, hanem megáll, pang. Rossz vízvezetésű, mély fekvésű táblákon súlyos károkat okozhat. Különösen tavasszal fordul elő, amikor a fagyott föld még nem engedett fel, s elzárja a víz útját mélyebb rétegekbe. A b. ellen vízrendezéssel, szükség esetén leszívatással védekeznek." Mindkettő árvíz belvíz folyóvíz levezető-csatornavíz szabályozás áteresz-művek, átemelő-gépek. Árvízre elsősorban, kimondottan töltések jelölhetők meg.
- Nem árvíz származéka a Duna árhullámainak víz-szintje közvetve érinti gravitációs pangását. A belvíz Magyarországon tipikus, külföldön alig ismert Unikális jelenség hallatlan-kitérő.
- Gyakorisága időszakos kora tavasszal a 2 hetes havaria esőzések alkalmával tetőzik.
- Lecsapolás nem szik növényzet nyíltvízi-csatorna miatt, előtti belvíz mérték a Duna-Tisza-közén 28%, azt követően 1,4-2,4 százalékos.

## Belvíz történelme 137.-év kronológiában
- 1851. Centrifugális hajlított-lapátos gőzszivattyúkat Appold János (Anglia), hozza létre és gyártja e-céllal.
- 1860. Klasz Márton Duna bal-part
- 1878. gőzgépes-szivattyú "itt is".
- 1880. Dong-éri-főcsatorna, Gátéri-csatorna, Csukás-éri-főcsatornán át kiépíttetve befogadó-képessé.
- 1899. Zilinszky Elek Kultúr-mérnök, Pest-megyei Dunavölgy-Lecsapolási-Terv.
- 1900. Benedek Pál Csuklós-csőrendszer (Algyő)
- 1902. Dunavölgy Lecsapoló Társulat
- 1910. Gróf Khuen Héderváry Károly (miniszter és vezető) 4. gőzgépes szivattyú telep
- 1927. diesel-szivattyú "itt is".
- 1931. Z.E. terveinek befejezése
- 1944. I. Dömsödi árapasztó-csatorna
- 1950. Duna-Tisza-csatorna
- 1960. elektromos-szivattyú "itt is".
- 1962. Kiskunsági-csatorna
- 1966. XX.-csatorna bővítés
- 1970. I. Dömsödi felújítás
- 1970. XXXI. tározók
- 1976. XXIV.-tápcsatorna
- 1977. I.-Dömsödi-csatorna bővít II.-Stabilizációs-csatorna
- 1997.-2004. I.-Dömsödi-csatorna és XXX.-csatorna Prevenciók
- 2011. Operatív programok (Szúnyogi)

## Belvíz Áttekintés
- Alsóbb-felsőbb rendszereződés, tagozódás:

1. Belvízvédelmi-szakasz
2. Belvíz-rendszer
3. Belvíz-öblözet
4. Őrjárás

- Az össz csatorna hosszúságának bővülési üteme:

1. 1890. 3.851 kilométer
2. 1919. 12.477 kilométer
3. 1940. 19.543 kilométer
4. 1996. 42.015 kilométer

- Elemei:

Barázda, folyóka, árok, üzemi-csatorna, mellék-csatorna, főcsatorna
- Eszközök, művek:

Szivattyú-telep, szivattyú-állás, zsilip, tiltó, övgát, tározó, mobil-szivattyú, nádvágó-uszály, meder-kotró daru
- Összes szivattyú: 348 darab (815 m³/sec)
- Összes belvíz-tározó: 141 millió/m³ (+ideiglenes, időszakos: 170 millió/m³)

## Belvíz-helyzet védekezés, eljárás
Rendkívüli nagyságrendű (átlag) 5 évente mutatkozik, ami 100.000 hektár. Összehasonlításképpen a hazai-alföld (síkterület) 5,2 millió hektár 2 százaléka. Átszámítás: km². × 100 = hektár.
Megrendítő természeti katasztrófa, felemésztő erőpróba veszendőbe hanyatló temérdek kinccsel. Nem elég-eléggé hangsúlyozni labilis előfordulását hanyagoltnak tűnik, kihasználódás helyett az "alkalmasság-tűrő" befogadó-képesség.
Belvíz-helyzet Fokozatai:
- I. fokú készültség: Megjelenés, szükségszerű.
- II. fokú készültség: Fokozódó 2 műszak.
- III. fokú készültség: 75%-os üzem.

Belvíz-helyzet Káresetei (vagy csúcs, évjárat):
- 1999. 500.000 hektár (Rekord).
- 2010.03.02. 1.300 hektár: őszi-vetés, 4.500 hektár: szántó, 8.000 hektár: rét Összesen: 13.000 hektár. 2010.
- 2011.01.21. 46.00 hektár 2011.
- 2013.04.04. 158.00 hektár 2013.
- 2015.02.10. belvízhelyzet mértéke: Alsó-Tisza 47.150 hektár. Ebből vetés és szántó: 26.600 hektár, Összesen: 90.000 hektár. 2015.

## 33.-számú Dong-ér-Kecskeméti-belvízrendszer 5 belvíz öblözete
1. Csukáséri belvízöblözet
2. Félegyházi belvízöblözet
3. Gátéri belvízöblözet
4. Alpár-Nyárlőrinczi belvízöblözet
5. Alpár-Mélyártéri belvízöblözet

## Alsó-Tisza Vízügyi Igazgatóság (ATIVIZIG) 18 belvíz-rendszere
1. 33. Dong-ér - Kecskeméti belvízrendszer (5 öblözet): 905,4 km2 (melyből 79,5 km2 ADUVIZIG)
2. 34. Dong-ér - Halasi belvízrendszer (8 öblözet) : 10111,6 km2 (melyből 41,7 km2 ADUVIZIG)
3. 35. Vidre-éri belvízrendszer (4 öblözet): 251,7 km2
4. 36. Pecsora-Sövényházi belvízrendszer (3 öblözet): 156,9 km2
5. 37. Algyői belvízrendszer (8 öblözet): 937,4 km2
6. 38. Tápé-Vesszősi belvízrendszer (2 öblözet): 87,9 km2
7. 39. Gyálai belvízrendszer (4 öblözet): 533,8 km2
8. 40. Köröséri belvízrendszer (3 öblözet): 425,6 km2
9. 76. Hármas-Körör bal parti belvízrendszer (3 öblözet): 84,4 km2
10. 77. Kurcai belvízrendszer (7 öblözet): 1135,3 km2
11. 78. Mártélyi belvízrendszer (nincs öblözeti tagozódás): 40,9 km2
12. 79. Tisza-Maroszugi belvízrendszer (10 öblözet): 891,7 km2
13. 80. Sámsoni belvízrendszer (7 öblözet): 1213,4 km2
14. 81. Élővízi belvízrendszer (5 öblözet): 357,2 km2
15. 82. Újszegedi belvízrendszer (2 öblözet): 57,2 km2 (melyből 2,9 km2 országhatáron túli vízgyűjtő)
16. 83. Maros bal parti belvízrendszer (5 öblözet): 197,1 km2
17. 84. Dunavölgyi Déli belvízrendszer: 3234,8 km2, melyből ATIVIZIG: 57,5 km2
18. 85. Dögös-Kákafoki belvízrendszer: 1008,8 km2, melyből ATIVIZIG: 142,0 km2

## Magyarországi belvízrendszer 12. vízügyi igazgatósága
1. Észak-dunántúli Vízügyi Igazgatóság (ÉDUVIZIG), Győr
2. Közép-Duna-völgyi Vízügyi Igazgatóság (KDVVIZIG), Budapest
3. Alsó-Duna-völgyi Vízügyi Igazgatóság (ADUVIZIG), Baja
4. Közép-dunántúli Vízügyi Igazgatóság (KDTVIZIG), Székesfehérvár
5. Dél-dunántúli Vízügyi Igazgatóság (DDVIZIG), Pécs
6. Nyugat-dunántúli Vízügyi Igazgatóság (NYUDUVIZIG), Szombathely
7. Felsző-Tisza-vidéki Vízügyi Igazgatóság (FETIVIZIG), Nyíregyháza
8. Észak-magyarországi Vízügyi Igazgatóság (ÉMVIZIG), Miskolc
9. Tiszántúli Vízügyi Igazgatóság (TIVIZIG), Debrecen
10. Közép-Tisza-vidéki Vízügyi Igazgatóság (KÖTIVIZIG), Szolnok
11. Alsó-Tisza-vidéki Vízügyi Igazgatóság (ATIVIZIG), Szeged
12. Kőrös-vidéki Vízügyi Igazgatóság (KÖVIZIG), Gyula